# Diavoli Hockey Club Milano
I Diavoli Hockey Club Milano sono stati una squadra di hockey su ghiaccio di Milano.

## Storia
La squadra nasce nel 1958 dalle ceneri dell'Hockey Club Milan Inter e partecipa alla serie A, anche se in maniera non continuativa (si scioglie nel 1975) fino alla rifondazione avvenuta nel 1977 (dopo aver acquisito i diritti sportivi del Turbine Milano) e nella stagione 1978/79 termina definitivamente l'attività.

## Palmarès
- Scudetti: 1

1959-1960
Vanta la vittoria di uno scudetto, cinque secondi posti e quattro terzi posti.